# Altès
Altès – miejscowość w Hiszpanii, w Katalonii, w prowincji Lleida, w comarce Alt Urgell, w gminie Bassella.
Według danych INE z 2005 roku miejscowość zamieszkiwało 41 osób.